# Begoña Curero Sastre
Begoña Curero Sastre (nascida em 18 de setembro de 1990) é uma nadadora paralímpica espanhola, que possui deficiência visual desde o nascimento.

## Carreira
Em 2009, no Campeonato Europeu de natação adaptada do IPC em Reykjavík, na Islândia, Begoña Curero conquistou a medalha de bronze nos 100 metros livre da classe S13. Disputou o Mundial de 2009 no Rio de Janeiro, onde ganhou quatro medalhas (duas pratas, dois bronzes). Representou a Espanha nos Jogos Paralímpicos de Verão de 2012 em Londres.